# Canto
CANTO是樂隊Soler在2009年發行的專輯。繼2007年推出中英雙語專輯X2後，靜亦思動的Soler終於在2009年帶來全新廣東專輯Canto，收錄了11首精彩的歌曲全由Soler一手包辦創作。新專輯的"Canto"名稱是羅馬拼音念法，在粵語是廣東話的意思，相反"Canto"在義大利文則為「我唱歌」的意思，代表了 Soler熱愛的音樂。
採用了高質素的製作，Canto專輯為歌迷們帶來了獨特與清新搖滾的曲風，新歌「鎮定」是一首超搖滾的音樂作品，Soler鼓勵歌迷們在危機時要保持鎮定。另一曲「風的季節」是徐小鳳招牌的金曲，Soler以全新的演唱方式演繹，並收錄在專輯中。碟內還有Soler於2008年11月底舉行的Free to Rock Concert演唱會的主題曲「點解」，以及黃偉文填詞之作「毒后」和向已故音樂人黃家駒致敬的「佢」live版本。

## 曲目
1. 點解
2. 毒
3. 長鼻子情聖
4. 風的季節
5. 鎮定
6. 神舟99號
7. 細味
8. 去到最遠轉右
9. Lonely Night
10. 電車站
11. 佢(Live)